# Когнитивна революция
Когнитивната революция е име на интелектуалното течение от 1950-те, което започва като стремеж към нов подход в изследването на мозъка и процесите му и довежда до зараждането на известното сега название когнитивни науки. Това течение започва в модерния контекст на по-голяма интердисциплинарна комуникация и изследване. Съответните полета на обмен са били комбинацията на/от психология, антропология и лингвистика с подходи, развити вътре в тогава зараждащите се полета на изкуствения интелект, компютърната наука и невронауката.
|  | Тази страница частично или изцяло представлява превод на страницата Cognitive revolution в Уикипедия на английски. Оригиналният текст, както и този превод, са защитени от Лиценза „Криейтив Комънс – Признание – Споделяне на споделеното“, а за съдържание, създадено преди юни 2009 година – от Лиценза за свободна документация на ГНУ. Прегледайте историята на редакциите на оригиналната страница, както и на преводната страница, за да видите списъка на съавторите. ВАЖНО: Този шаблон се отнася единствено до авторските права върху съдържанието на статията. Добавянето му не отменя изискването да се посочват конкретни източници на твърденията, които да бъдат благонадеждни. |